# Morpho mutabilis
Morpho mutabilis är en fjärilsart som beskrevs av Le Moult 1933. Morpho mutabilis ingår i släktet Morpho och familjen praktfjärilar. Inga underarter finns listade i Catalogue of Life.